# کراوپرا
کراوپرا (به لاتین: Crowpara) یک منطقهٔ مسکونی در بنگلادش است که در ناحیه بندربان واقع شده‌است.